# 二上村 (富山県)
二上村（ふたがみむら）は、かつて富山県射水郡にあった村。現在の高岡市二上地区にあたり、北半分は二上丘陵が占め、南半分には富山大学高岡キャンパス、富山県高岡総合プール、高岡市立万葉小学校などがある。

## 沿革
- 1889年（明治22年）4月1日 - 町村制の施行により、射水郡二上村、下八ケ新村、守護町村、南八ケ新村、守護町新村、渡り村、二上新村の区域及び鷲北新村の区域の一部の区域をもって、射水郡二上村が発足する。初代村長は武内與太郎とされている[2]。
- 1917年（大正6年）5月15日 - 射水郡掛開発村の区域の内、城光寺（小矢部川の中心より北）の区域を編入する。
- 1925年（大正14年） - 高岡市の都市計画区域に指定される[1]。
- 1932年（昭和7年）5月26日 - 射水郡守山村の失火による大火で類焼、90戸を焼失[1][3]。
- 1933年（昭和8年）8月1日 - 高岡市に編入する[4]。

合併直前時点（1933年）での戸数は453、人口は3,068人であった。